# Könyves Tóth Mihály (mérnök)

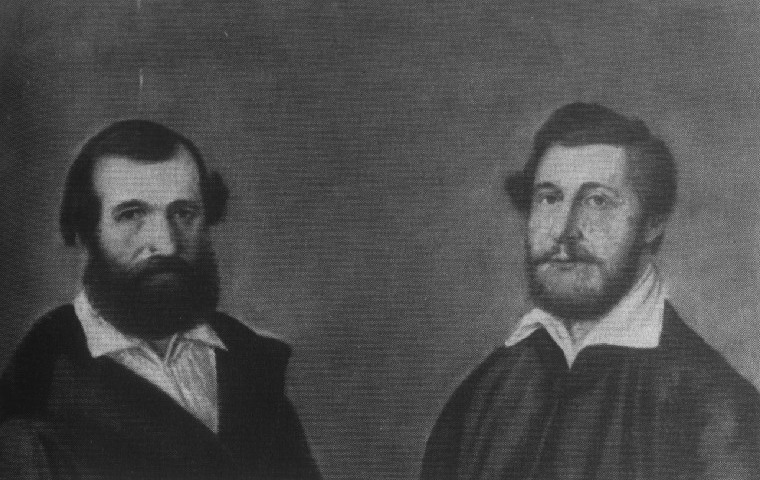
Könyves Tóth Mihály az olmützi fogságban 1851-ben (baloldali) és 1852-ben (jobboldali)

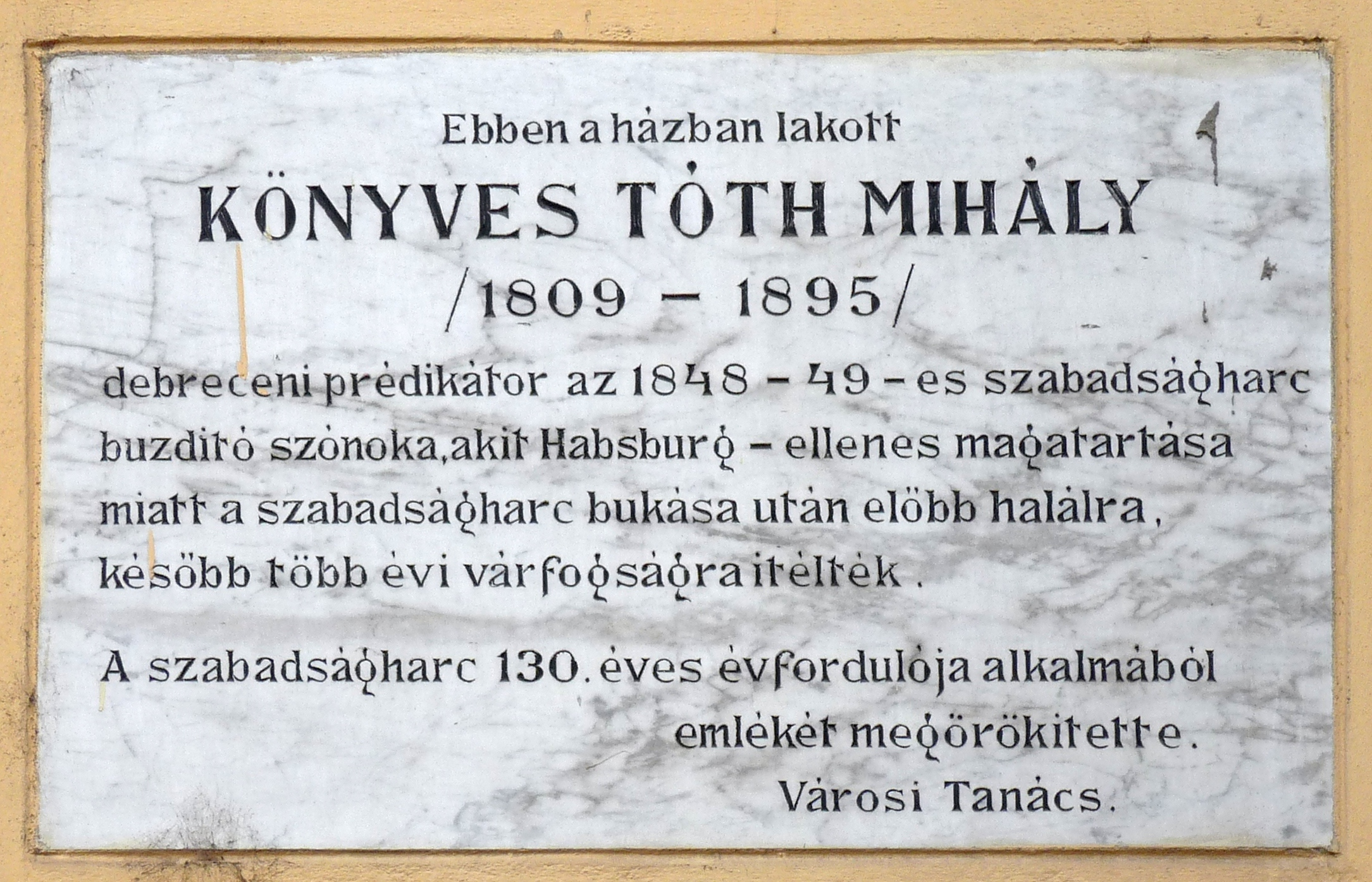
Könyves Tóth Mihály (1809–1895) magyar prédikátor emléktáblája egykori lakóházának homlokzatán. (Debrecen, Széchenyi utca 4.)

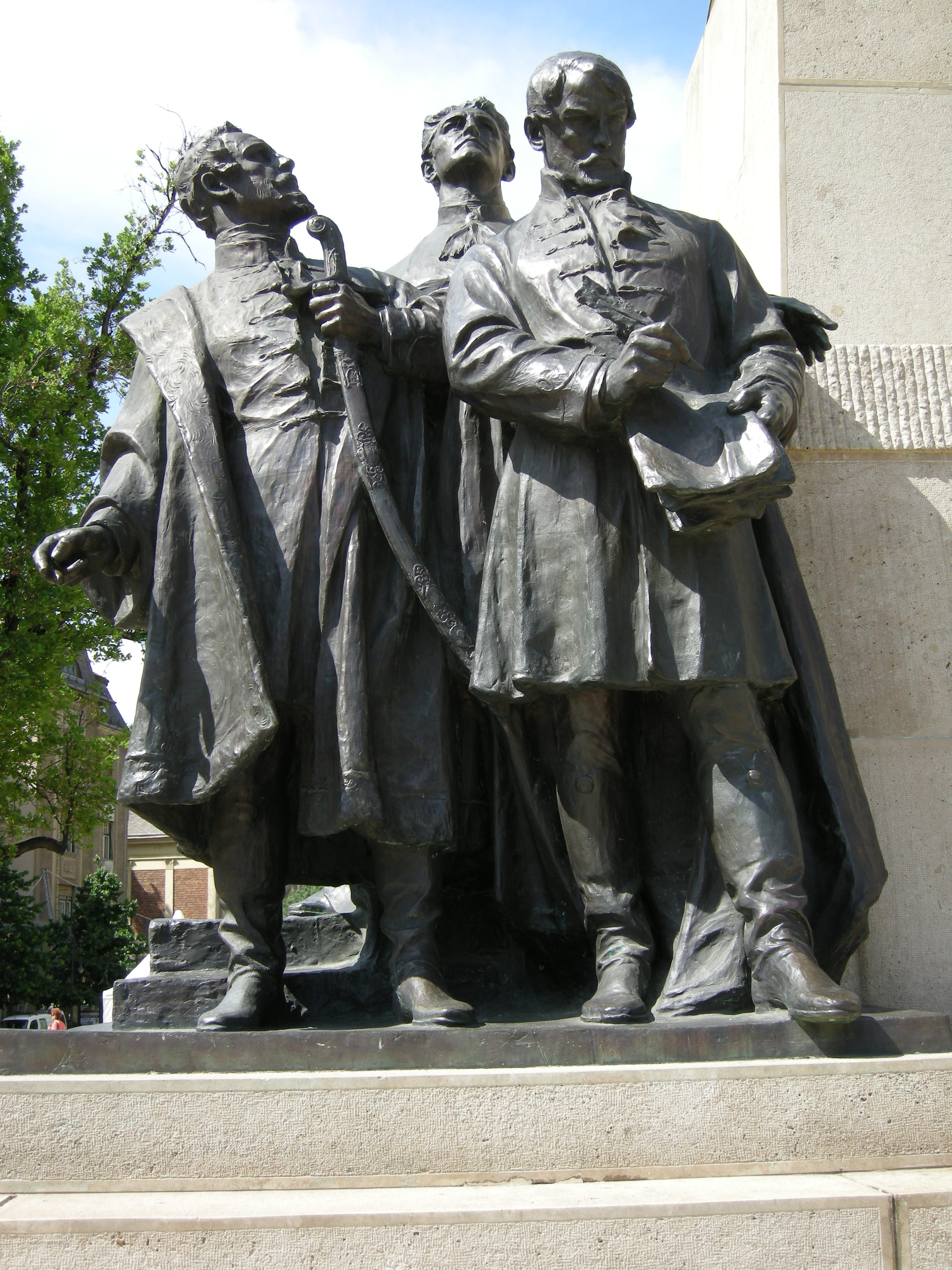
Debrecen. Perényi Zsigmond, Szacsvay Imre, Könyves Tóth Mihály alakjai a Kossuth szobor talapzatánál. Margó Ede alkotása.

Könyves Tóth Mihály (Debrecen, 1839. április 11. – Budapest, 1919. november 18.) okleveles mérnök, a lelkész Könyves Tóth Mihály fia.

## Élete
Könyves Tóth Mihály lelkész és Megyeri Eszter fia. Középiskoláit a Debreceni Református Kollégiumban 1857-ban végezte. 1857-59-ben a bécsi polytechnikum hallgatója volt. 1859-től 1865-ig a császári és királyi genie-csapatnál szolgált Veronában és Kremsben; mint hadnagy részt vett az 1859-es olasz hadjáratban. 1865-67-ben ismét a bécsi polytechnikumban folytatta tanulmányait. 1867. augusztus 10-én a magyar királyi közmunka- és közlekedési minisztériumban mérnök-gyakornoknak neveztetett ki. 1870-től az osztrák északi vasúttársaságnál, különösen 1872-ben a kriváni alagút építésénél működött. 1871. július 26-án a magyar közmunka- és közlekedési minisztériumnál első osztályú mérnökké nevezték ki. 1875-ben saját kérelmére a kormányszolgálat alól fölmentették. 1877-től magán mérnök és vállalkozóként működött. A magyar mérnök- és építész-egylet alapító, a királyi magyar természettudományi társaság és az osztrák Ingenieur und Architecten-Verein örökítő tagja volt. 1898. április 16-án Budapesten, az Erzsébetvárosban feleségül vette a nála 22 évvel fiatalabb Barzal Amália háztulajdonost.
Tracírozási munkái: 
- vasutak: Debreczen-Nánás, Debreczen-Székelyhid, Szabadka-Ó-Becse, Gyanafalva-Muraszombat, Szatmár-Fehérgyarmat, Rimaszombat-Poltár;
- vízszabályozás: Drávaszabályozás Zákány-Barcstelep (Spur István mérnökkel);
- építési munkái: 1894-1895. Budapest részére a vízmű I. része rákospalota-szigeti szivókutjai és 500 méter hosszú beton alagcsatorna a Duna alatt; 1897-99. a káposztás-megyeri részen a balparton 7, a Szentendrei-szigeten 10 szívókút és egy 720 méter hosszú beton alapcsatorna a Duna alatt (Wünsch Róbert társával sat.).

## Munkái
- Az alagutakról általában, az alagutfalazat eltorzításának okairól és egy új duczolási rendszer ismertetése. Bpest, 1875. Három rajzlappal. (Felolvasás. Különnyomat a Magyar Mérnök- és Építész-Egylet Közlönyéből.)
- Der Neubau des eingestürzten X. Ringes im Tunnel zu Csortanovce. Linie Budapest-Semlin der Ung. Staatsbahnen. Wien. 1884. Négy tábla rajzzal. (Technische Vorträge und Abhandlungen III.).
- Előterjesztése Szabadka sz. kir. város tekintetes tanácsához... a város háromszögös felvétele, lejtmérése, utcza-szabályozása és csatorna-tervezése ügyében. Szabadka, 1885. Egy vázlatrajzzal.
- Az aldunai zuhatagok víz alatti szikláinak robbantása. Bpest, 1891. Négy tábla rajzzal. (Felolvasás. Különny. a Magyar Mérnök- és Építész-Egylet Közlönyéből.